# Zoltán Csizmadia
Zoltán Csizmadia [Zoltán Čizmadia], (* 12. prosinec 1977 Maďarsko) je bývalý reprezentant Maďarska v judu.
Csizmadia reprezentoval Maďarsko v judu v období konce kariery Csősze a příchodu mladého Bora. Kvůli častým zraněním se mu nikdy nepodařilo nasbírat dostatek bodů pro kvalifikaci na olympijské hry.

## Výsledky
| Turnaj                               | 1995 | 1996 | 1997 | 1998 | 1999 | 2000 | 2001 | 2002 | 2003 | 2004 |
| ------------------------------------ | ---- | ---- | ---- | ---- | ---- | ---- | ---- | ---- | ---- | ---- |
| Mistrovství světa + bez rozdílu vah  | dns  | -    | dns  | -    | dns  | -    | úč.  | -    | úč.  | -    |
| Mistrovství světa + bez rozdílu vah  | dns  | -    | dns  | -    | dns  | -    | úč.  | -    | úč.  | -    |
| Mistrovství Evropy + bez rozdílu vah | dns  | dns  | dns  | dns  | dns  | dns  | úč.  | dns  | 7.   | úč.  |
| Mistrovství Evropy + bez rozdílu vah | dns  | dns  | dns  | dns  | dns  | 7.   | 3.   | dns  | dns  | dns  |
| MS juniorů                           | -    | 5.   | -    | -    | -    | -    | -    | -    | -    | -    |
| ME juniorů                           | úč.  | 3.   | úč.  | -    | -    | -    | -    | -    | -    | -    |